# 2020년 하계 올림픽 펜싱
2020년 하계 올림픽 펜싱(일본어: 2020年夏季オリンピックのフェンシング競技)은 2020년 하계 올림픽의 정식 종목으로 진행된 펜싱 경기로 2021년 7월 24일부터 8월 1일까지 일본 지바현의 마쿠하리 멧세에서 열렸다. 이번 대회는 사상 처음으로 남녀 세부종목이 개인과 단체전으로 각각 3개씩 동률을 이루는 대회이다.

## 예선
이번 대회에서는 총 200명의 선수가 출전하게 된다. 2020년 4월 4일 기준 국제 펜싱 연맹(FIE) 공식 랭킹을 우선하여 진출권 배정이 이뤄지게 되며, 이밖에도 4개 지역별 예선 토너먼트전을 통한 개별 출전권도 분배된다.
단체 종목의 경우 각 종목당 8개 팀이 출전한다. 1개 팀은 최소 3명의 선수가 참가해야 한다. 세계랭킹 4위까지 올림픽 본선에 진출하며, 각 대륙별 (아시아태평양, 아프리카, 아메리카, 유럽) 최고순위이자 전체 순위 16위권 내에 든 팀에게 나머지 출전권이 주어진다. 특정 대륙에서 5~16위 이내에 든 팀이 하나도 나오지 않는다면, 그때는 대륙에 관계없이 출전권을 받지 못한 우선순위 팀에게 돌아가게 된다.
개인 종목의 경우 단체 종목에 출전하는 선수 3명에게 자동으로 출전권이 부여된다. 이들을 제외한 나머지 6명은 역시 세계랭킹을 기반으로 출전권이 배분되는데, 이때 단체전 출전을 확정지은 국가는 제외하고, 각 국가마다 최고순위를 기록한 순서대로 출전권을 부여받게 된다. 여기서 대륙별 할당량이 정해져 있어 유럽과 아태 지역은 2명씩, 아메리카와 아프리카는 1명씩 출전권이 부여된다. 여기서도 출전권을 얻지 못한 국가들을 위해 대륙별 예선 토너먼트전을 진행, 대륙마다 한 명분씩 총 4명분의 출전권이 배분된다.
개최국 일본은 최소 8명분의 자동 출전권이 부여된다.

## 경기 일정
다음은 이번 대회의 경기 일정이다. 모든 시간은 일본 표준시 (UTC+9, 한국 시각과 동일) 기준이다.
| 예 | 예선 | 8 | 8강전 | 준 | 준결승전 | 결 | 결승전 |

| 날짜             | 7월 24일 | 7월 24일 | 7월 24일 | 7월 24일 | 7월 25일 | 7월 25일 | 7월 25일 | 7월 25일 | 7월 26일 | 7월 26일 | 7월 26일 | 7월 26일 | 7월 27일 | 7월 27일 | 7월 27일 | 7월 27일 | 7월 28일 | 7월 28일 | 7월 28일 | 7월 28일 | 7월 29일 | 7월 29일 | 7월 29일 | 7월 29일 | 7월 30일 | 7월 30일 | 7월 30일 | 7월 30일 | 7월 31일 | 7월 31일 | 7월 31일 | 7월 31일 | 8월 1일 | 8월 1일 | 8월 1일 | 8월 1일 |
| 종목             | 오전     | 오전     | 오후     | 오후     | 오전     | 오전     | 오후     | 오후     | 오전     | 오전     | 오전     | 오전     | 오전     | 오전     | 오후     | 오후     | 오전     | 오전     | 오후     | 오후     | 오전     | 오전     | 오후     | 오후     | 오전     | 오전     | 오후     | 오후     | 오전     | 오전     | 오후     | 오후     | 오전    | 오전    | 오전    | 오전    |
| ---------------- | -------- | -------- | -------- | -------- | -------- | -------- | -------- | -------- | -------- | -------- | -------- | -------- | -------- | -------- | -------- | -------- | -------- | -------- | -------- | -------- | -------- | -------- | -------- | -------- | -------- | -------- | -------- | -------- | -------- | -------- | -------- | -------- | ------- | ------- | ------- | ------- |
| 남자 개인 에페   |          |          |          |          | 예       | 8        | 준       | 결       |          |          |          |          |          |          |          |          |          |          |          |          |          |          |          |          |          |          |          |          |          |          |          |          |         |         |         |         |
| 남자 단체 에페   |          |          |          |          |          |          |          |          |          |          |          |          |          |          |          |          |          |          |          |          |          |          |          |          | 예       | 8        | 준       | 결       |          |          |          |          |         |         |         |         |
| 남자 개인 플뢰레 |          |          |          |          |          |          |          |          | 예       | 8        | 준       | 결       |          |          |          |          |          |          |          |          |          |          |          |          |          |          |          |          |          |          |          |          |         |         |         |         |
| 남자 단체 플뢰레 |          |          |          |          |          |          |          |          |          |          |          |          |          |          |          |          |          |          |          |          |          |          |          |          |          |          |          |          |          |          |          |          | 예      | 8       | 준      | 결      |
| 남자 개인 사브르 | 예       | 8        | 준       | 결       |          |          |          |          |          |          |          |          |          |          |          |          |          |          |          |          |          |          |          |          |          |          |          |          |          |          |          |          |         |         |         |         |
| 남자 단체 사브르 |          |          |          |          |          |          |          |          |          |          |          |          |          |          |          |          | 예       | 8        | 준       | 결       |          |          |          |          |          |          |          |          |          |          |          |          |         |         |         |         |
| 여자 개인 에페   | 예       | 8        | 준       | 결       |          |          |          |          |          |          |          |          |          |          |          |          |          |          |          |          |          |          |          |          |          |          |          |          |          |          |          |          |         |         |         |         |
| 여자 단체 에페   |          |          |          |          |          |          |          |          |          |          |          |          | 예       | 8        | 준       | 결       |          |          |          |          |          |          |          |          |          |          |          |          |          |          |          |          |         |         |         |         |
| 여자 개인 플뢰레 |          |          |          |          | 예       | 8        | 준       | 결       |          |          |          |          |          |          |          |          |          |          |          |          |          |          |          |          |          |          |          |          |          |          |          |          |         |         |         |         |
| 여자 단체 플뢰레 |          |          |          |          |          |          |          |          |          |          |          |          |          |          |          |          |          |          |          |          | 예       | 8        | 준       | 결       |          |          |          |          |          |          |          |          |         |         |         |         |
| 여자 개인 사브르 |          |          |          |          |          |          |          |          | 예       | 8        | 준       | 결       |          |          |          |          |          |          |          |          |          |          |          |          |          |          |          |          |          |          |          |          |         |         |         |         |
| 여자 단체 사브르 |          |          |          |          |          |          |          |          |          |          |          |          |          |          |          |          |          |          |          |          |          |          |          |          |          |          |          |          | 예       | 8        | 준       | 결       |         |         |         |         |

## 참가

### 참가국
42개국 212명의 선수들이 참가한다.
- 알제리 (4)
- 아르헨티나 (1)
- 아제르바이잔 (1)
- 브라질 (2)
- 캐나다 (9)
- 칠레 (1)
- 중화인민공화국 (12)
- 콜롬비아 (1)
- 체코 (2)
- 이집트 (11)
- 에스토니아 (3)
- 프랑스 (18)
- 조지아 (1)
- 독일 (7)
- 영국 (1)
- 그리스 (1)
- 홍콩 (6)
- 헝가리 (10)
- 인도 (1)
- 이란 (3)
- 이탈리아 (18)
- 일본 (16) (개최국)
- 카자흐스탄 (1)
- 키르기스스탄 (1)
- 멕시코 (1)
- 모로코 (1)
- 네덜란드 (1)
- 페루 (1)
- 폴란드 (4)
- 루마니아 (2)
- 러시아 올림픽 위원회 (18)
- 대한민국 (14)
- 세네갈 (1)
- 싱가포르 (2)
- 스페인 (1)
- 스위스 (3)
- 튀니지 (7)
- 튀르키예 (1)
- 우크라이나 (5)
- 미국 (18)
- 우즈베키스탄 (3)
- 베네수엘라 (2)

## 메달리스트

### 남자
| 종목                    | 금                                                                       | 은                                                                                                   | 동                                                                           |
| ----------------------- | ------------------------------------------------------------------------ | --- | ---------------------------------------------------------------------------- |
| 남자 개인 에페 자세히   | 로맹 카논 · 프랑스                                                       | 시클로시 게르게이 · 헝가리                                                                           | 이호르 레이즐린 · 우크라이나                                                 |
| 남자 단체 에페 자세히   | 일본 (JPN) · 가노 고키 · 미노베 가즈야스 · 야마다 마사루 · 우야마 사토루 | 러시아 올림픽 위원회 (ROC) · 세르게이 비다 · 세르게이 호도스 · 파벨 수호프 · 니키타 글라스코프       | 대한민국 (KOR) · 박상영 · 권영준 · 송재호 · 마세건                           |
| 남자 개인 플뢰레 자세히 | 정가롱 · 홍콩                                                            | 다니엘레 가로초 · 이탈리아                                                                           | 알렉산데르 슈페니치 · 체코                                                   |
| 남자 단체 플뢰레 자세히 | 프랑스 (FRA) · 엔조 르포르 · 에르완 르 페슈 · 쥘리앵 메르틴 · 막심 포티  | 러시아 올림픽 위원회 (ROC) · 안톤 보로다초프 · 키릴 보로다초프 · 블라디슬라프 밀니코프 · 티무르 사핀 | 미국 (USA) · 레이스 임보든 · 닉 잇킨 · 알렉산더 마시알라스 · 게렉 마인하트   |
| 남자 개인 사브르 자세히 | 실라지 아론 · 헝가리                                                     | 루이지 사멜레 · 이탈리아                                                                             | 김정환 · 대한민국                                                            |
| 남자 단체 사브르 자세히 | 대한민국 (KOR) · 김정환 · 구본길 · 오상욱 · 김준호                       | 이탈리아 (ITA) · 루카 쿠라톨리 · 루이지 사멜레 · 엔리코 베레 · 알도 몬타노                           | 헝가리 (HUN) · 실라지 아론 · 서트마리 언드라시 · 데치 터마시 · 게메시 처나드 |

### 여자
| 종목                    | 금 | 은                                                                             | 동                                                                                   |
| ----------------------- | --- | ------------------------------------------------------------------------------ | ------------------------------------------------------------------------------------ |
| 여자 개인 에페 자세히   | 쑨이원 · 중화인민공화국                                                                                            | 아나 마리아 포페스쿠 · 루마니아                                                | 카트리나 레히스 · 에스토니아                                                         |
| 여자 단체 에페 자세히   | 에스토니아 (EST) · 율리아 벨리아예바 · 에리카 키르푸 · 카트리나 레히스 · 이리나 엠브리흐                           | 대한민국 (KOR) · 최인정 · 강영미 · 송세라 · 이혜인                             | 이탈리아 (ITA) · 로셀라 피아밍고 · 페데리카 이솔라 · 마라 나바리아 · 알베르타 산투초 |
| 여자 개인 플뢰레 자세히 | 리 키퍼 · 미국 | 인나 데리글라조바 · 러시아 올림픽 위원회                                       | 라리사 코로베이니코바 · 러시아 올림픽 위원회                                         |
| 여자 단체 플뢰레 자세히 | 러시아 올림픽 위원회 (ROC) · 인나 데리글라조바 · 라리사 코로베이니코바 · 마르타 마르티야노바 · 아델리나 자기둘리나 | 프랑스 (FRA) · 아니타 블라즈 · 아스트리드 기야르 · 폴린 랑비에 · 이사오라 티뷔 | 이탈리아 (ITA) · 마르티나 바티니 · 에리카 치프레사 · 아리안나 에리고 · 알리체 볼피   |
| 여자 개인 사브르 자세히 | 소피야 포즈드냐코바 · 러시아 올림픽 위원회                                                                         | 소피야 벨리카야 · 러시아 올림픽 위원회                                         | 마농 브뤼네 · 프랑스                                                                 |
| 여자 단체 사브르 자세히 | 러시아 올림픽 위원회 (ROC) · 올가 니키티나 · 소피야 포즈드냐코바 · 소피야 벨리카야 ·                               | 프랑스 (FRA) · 사라 발제르 · 세실리아 베르데르 · 마농 브뤼네 · 샤를로트 랑바크 | 대한민국 (KOR) · 김지연 · 윤지수 · 최수연 · 서지연                                   |

## 같이 보기
- 2018년 아시안 게임 펜싱
- 2018년 하계 청소년 올림픽 펜싱
- 올림픽 펜싱